# Pontogeneia inermis
Pontogeneia inermis är en kräftdjursart som först beskrevs av Henrik Nikolai Krøyer 1838.  Pontogeneia inermis ingår i släktet Pontogeneia och familjen Eusiridae. Inga underarter finns listade i Catalogue of Life.